# Jan Notermans
Jan Martin Gerardus Notermans (ur. 29 lipca 1932 w Sittard, zm. 8 czerwca 2017 tamże) – holenderski piłkarz i trener piłkarski.

## Kariera klubowa
Piłkę nożną zaczął trenować w wieku 16 lat w klubie Sittardse Boys, który w 1950 połączył się z VV Sittard, tworząc RKSV Sittardia. W latach 1955–1964 był zawodnikiem Fortuny Sittard, z którą dwukrotnie zdobył Puchar Holandii (1957 i 1964). W lipcu 1964 trafił do RKSV Sittardia.

## Kariera reprezentacyjna

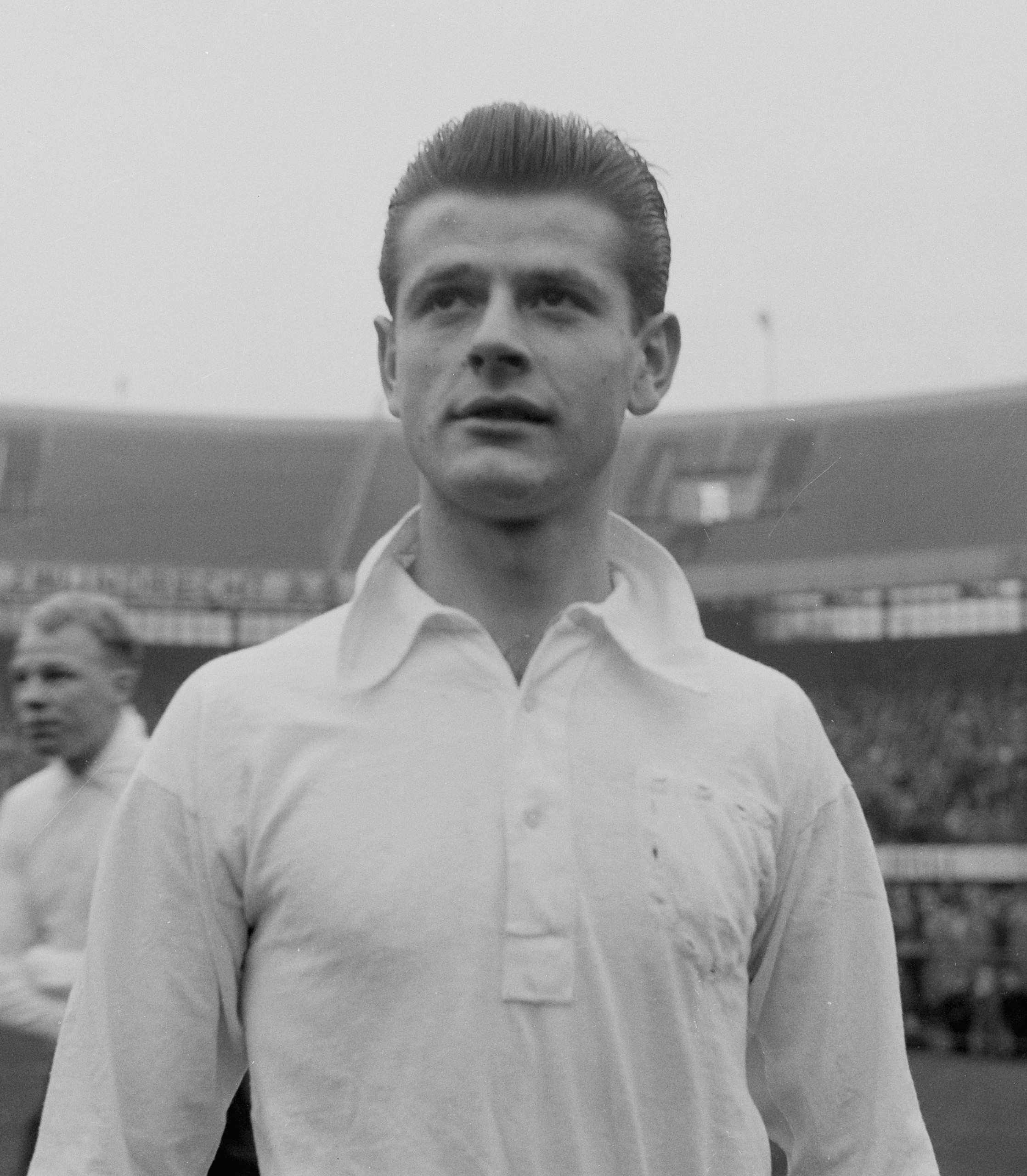
Notermans w 1956

W reprezentacji Holandii zadebiutował 14 marca 1956 w Düsseldorfie w wygranym 2:1 meczu z RFN. Łącznie w latach 1956–1960 rozegrał 25 meczów w kadrze i strzelił 2 gole.

## Kariera trenerska
Uprawnienia trenerskie zdobył w lutym 1968 w Kolonii. Od 1 lipca 1968 był trenerem SVN Sittard. W lipcu 1969 podpisał roczny kontrakt z amatorskim zespołem Rios. W czerwcu 1970 ukończył kurs trenerski kategorii B, a w czerwcu 1971 otrzymał dyplom kategorii A i podpisał kontrakt z Arminią Hanower. W styczniu 1972 opuścił ten klub i został trenerem Arminii Bielefeld, stając się pierwszym holenderskim trenerem w Bundeslidze. Był nim do września tegoż roku. W kwietniu 1973 został szkoleniowcem Go Ahead Eagles. W marcu 1976 objął posadę dyrektora technicznego FC Groningen. W listopadzie tegoż roku przedłużył kontrakt z klubem na kolejny sezon. 1 czerwca 1977 podpisał obowiązujący od 1 lipca kontrakt z AZ Alkmaar, jednak w październiku tegoż roku opuścił klub. W czerwcu 1979 został szkoleniowcem Helmond Sport. W czerwcu 1983 podpisał roczny kontrakt z Willem II Tilburg. W 1985 odszedł z klubu. W kwietniu 1985 został skautem Fortuny Sittard. W sierpniu 2007 został felietonistą Fortuny Sittard.

## Życie prywatne
26 października 1959 poślubił Tiny Schlangen, z którą miał dwóch synów: Laurenta i Marcela. Z zawodu fryzjer.

## Osiągnięcia
- Puchar Holandii (2): 1956/1957, 1963/1964